# Félix Benoist
Pour les articles homonymes, voir Benoist.
Ne doit pas être confondu avec Félix Benoit.
Félix Benoist, né le 15 avril 1818 à Saumur (Maine-et-Loire) et mort le 20 septembre 1896 à Nantes, est un peintre, dessinateur et lithographe français, auteur de vues de villes, de monuments et de paysages (notamment en France — en Bretagne et en Normandie —, en Italie, en Angleterre, en Russie, etc.)

## Biographie
Félix Benoist est né le 15 avril 1818 à Saumur.
Félix Benoist dessina pour le graveur et l'éditeur installé à Nantes, Pierre Henri Charpentier, et surtout pour son fils, Henri-Désiré Charpentier (1806-1883) : les « établissements H. Charpentier », spécialisés dans l'édition de lithographies, avaient également ouvert boutique à Paris. Benoist a, entre autres, participé au remarquable recueil, Paris dans sa splendeur (1861-1863), contenant plus de 100 lithographies dont certaines d'après photographies, dont des vues aériennes, et quelque 38 bois gravés.
Son nom est souvent associé au dessinateur François Hippolyte Lalaisse.

## Œuvre
- Nantes et la Loire inférieure, monuments, sites et costumes dessinés par Félix Benoist, notices par Pitre-Chevalier, Émile Souvestre (Nantes, Charpentier, 1850)
- La Bretagne contemporaine (Nantes, 1865), qu'il a illustré d'après nature

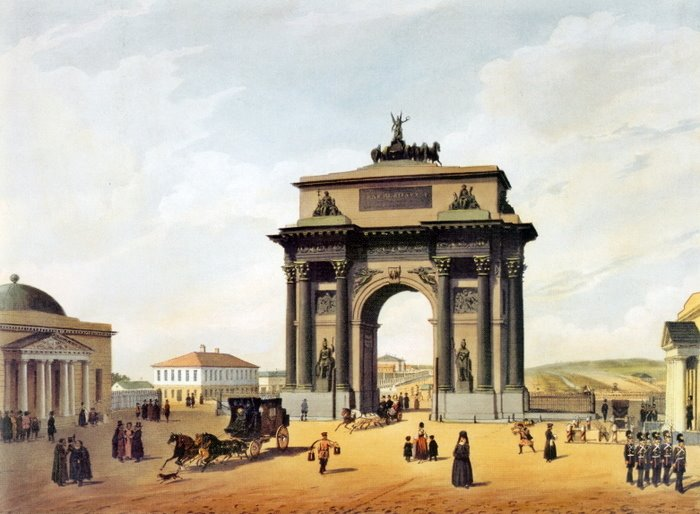
Arc du triomphe sur Tverskaya Zastava à Moscou (peinture, 1848)
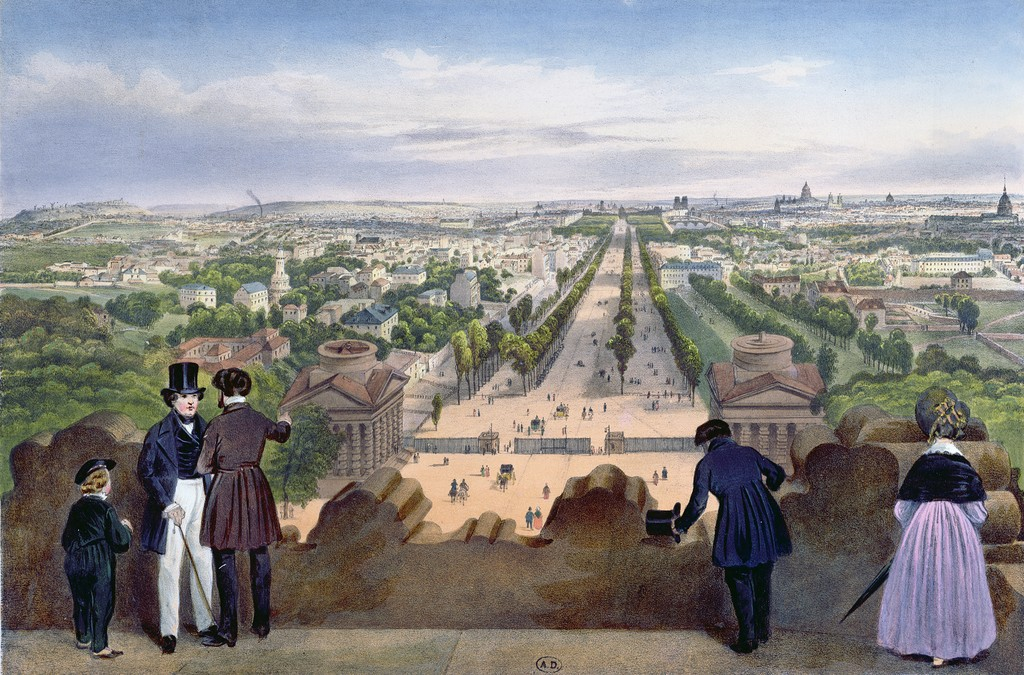
Avenue des Champs Élysées au XIXe siècle (peinture, c. 1850)
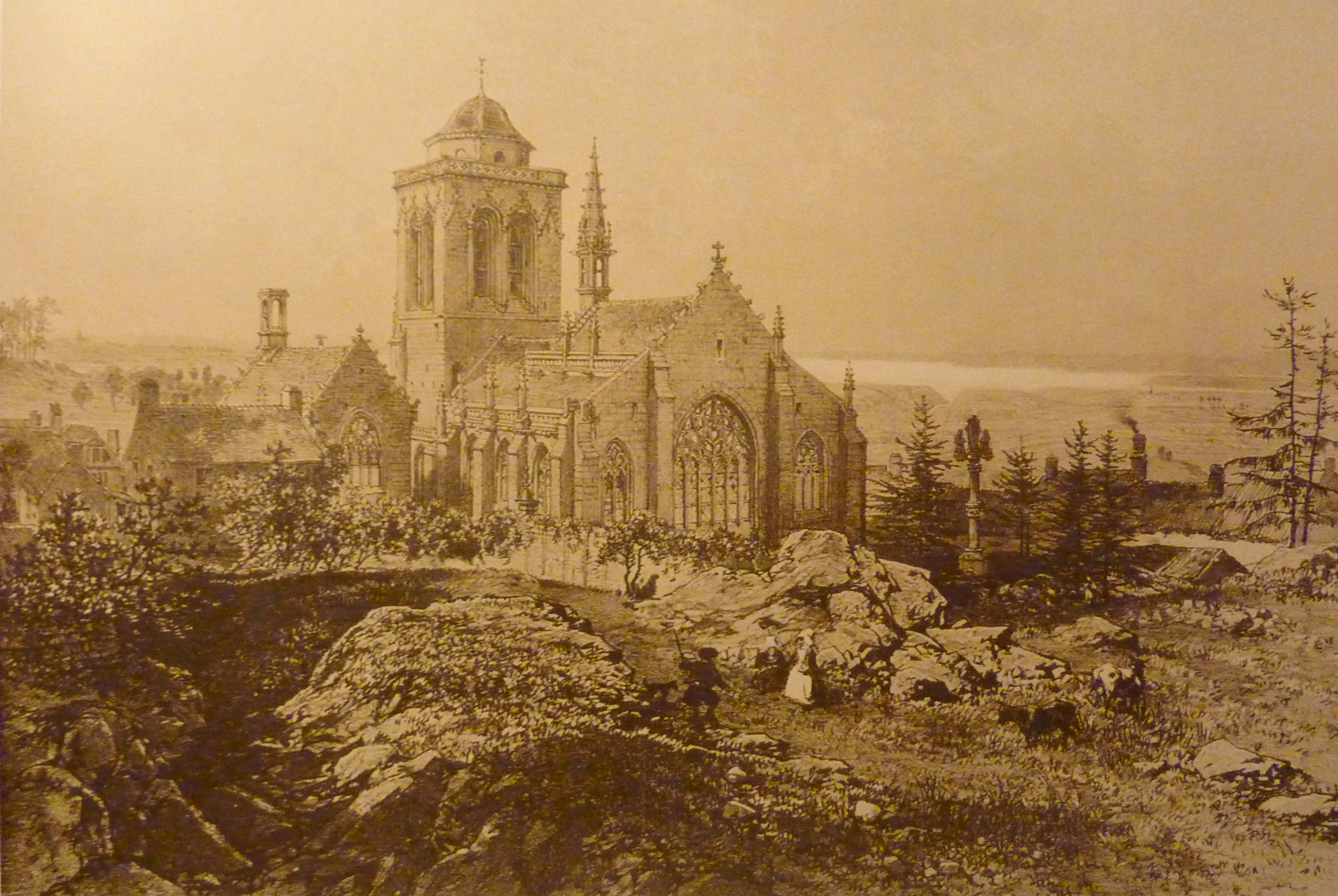
L'église de Locronan (lithographie, 1865)
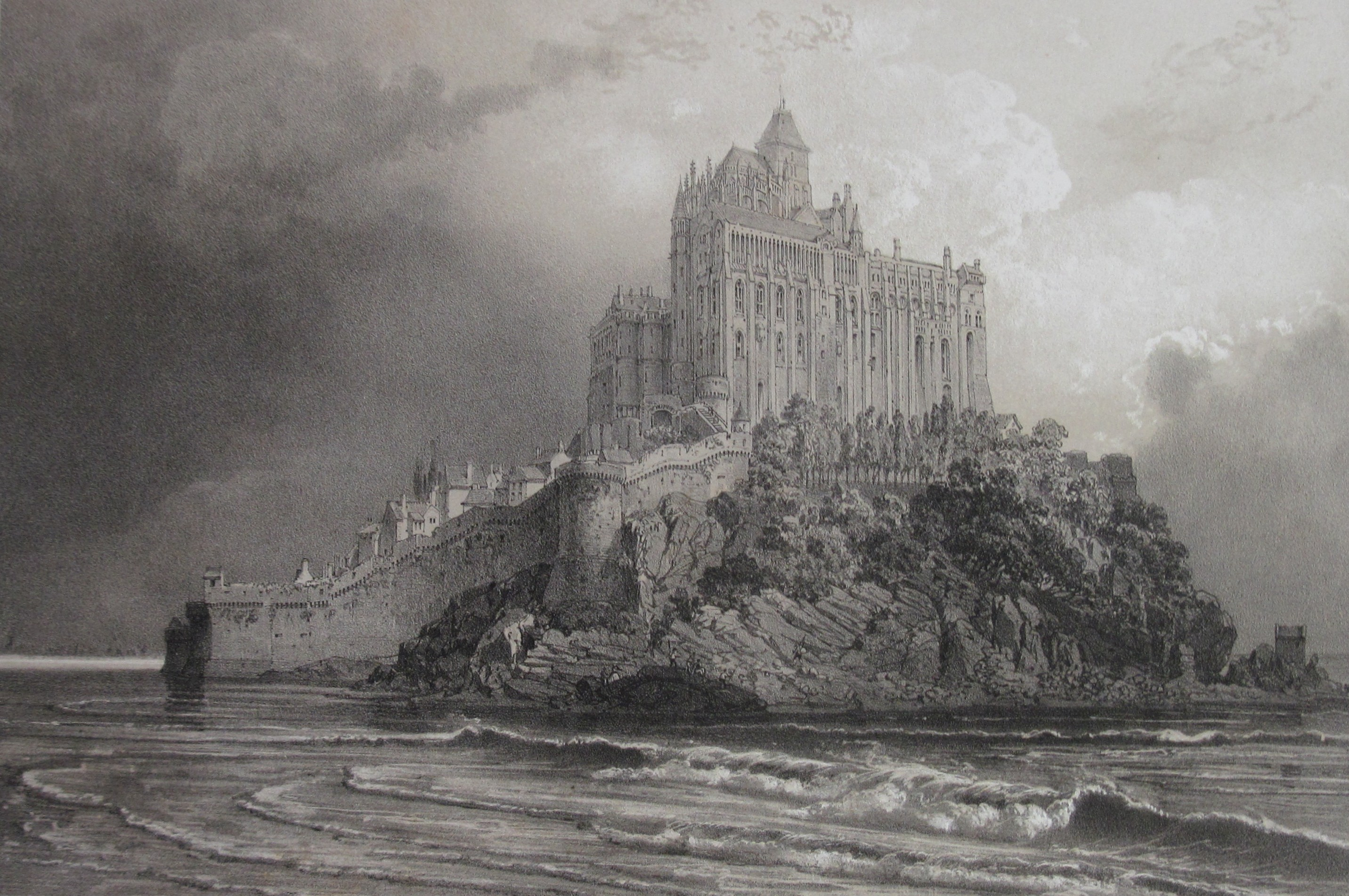
Album de l'Île de Jersey avec coup-d'œil sur Guernesey et les côtes de la Manche (lithographie, 1870)
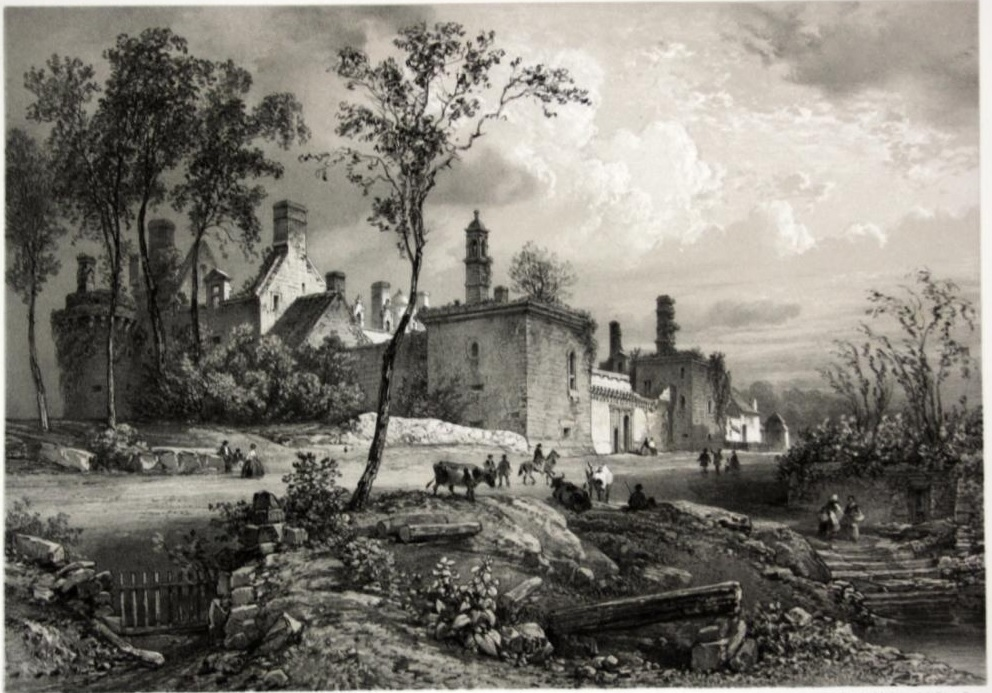
Ruines du château de Kergroadès -1860
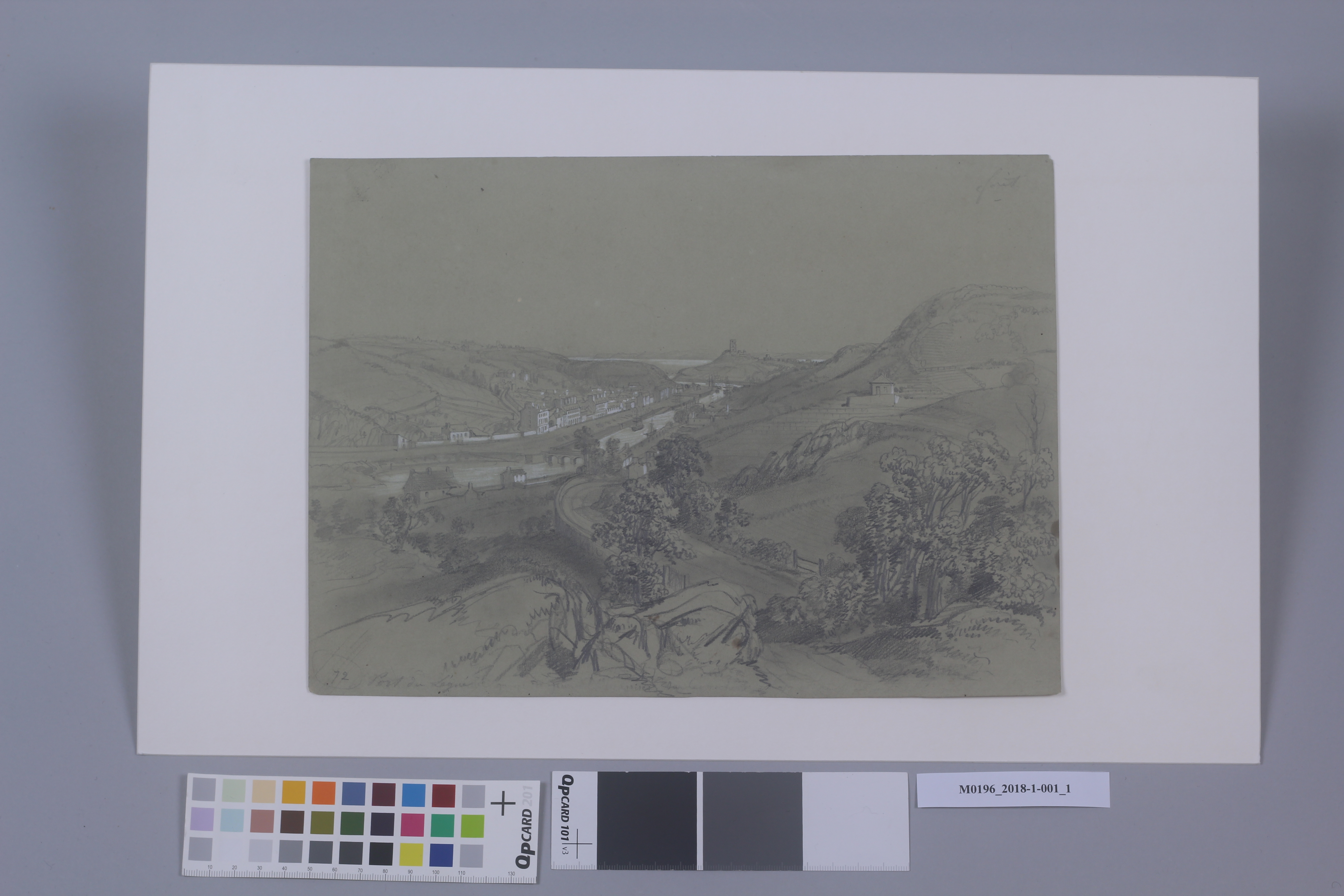
Musée d'art et d'histoire de Saint-Brieuc (collection publique)